# Gmach Ministerstwa Komunikacji
Gmach Ministerstwa Komunikacji – modernistyczny biurowiec znajdujący się przy ulicy Tytusa Chałubińskiego 4/6 w Warszawie, wzniesiony w latach 1929–1931  według projektu Rudolfa Świerczyńskiego. Rozbudowany według projektu Bohdana Pniewskiego w latach 1948–1950. Siedziba Ministerstwa Infrastruktury.

## Opis

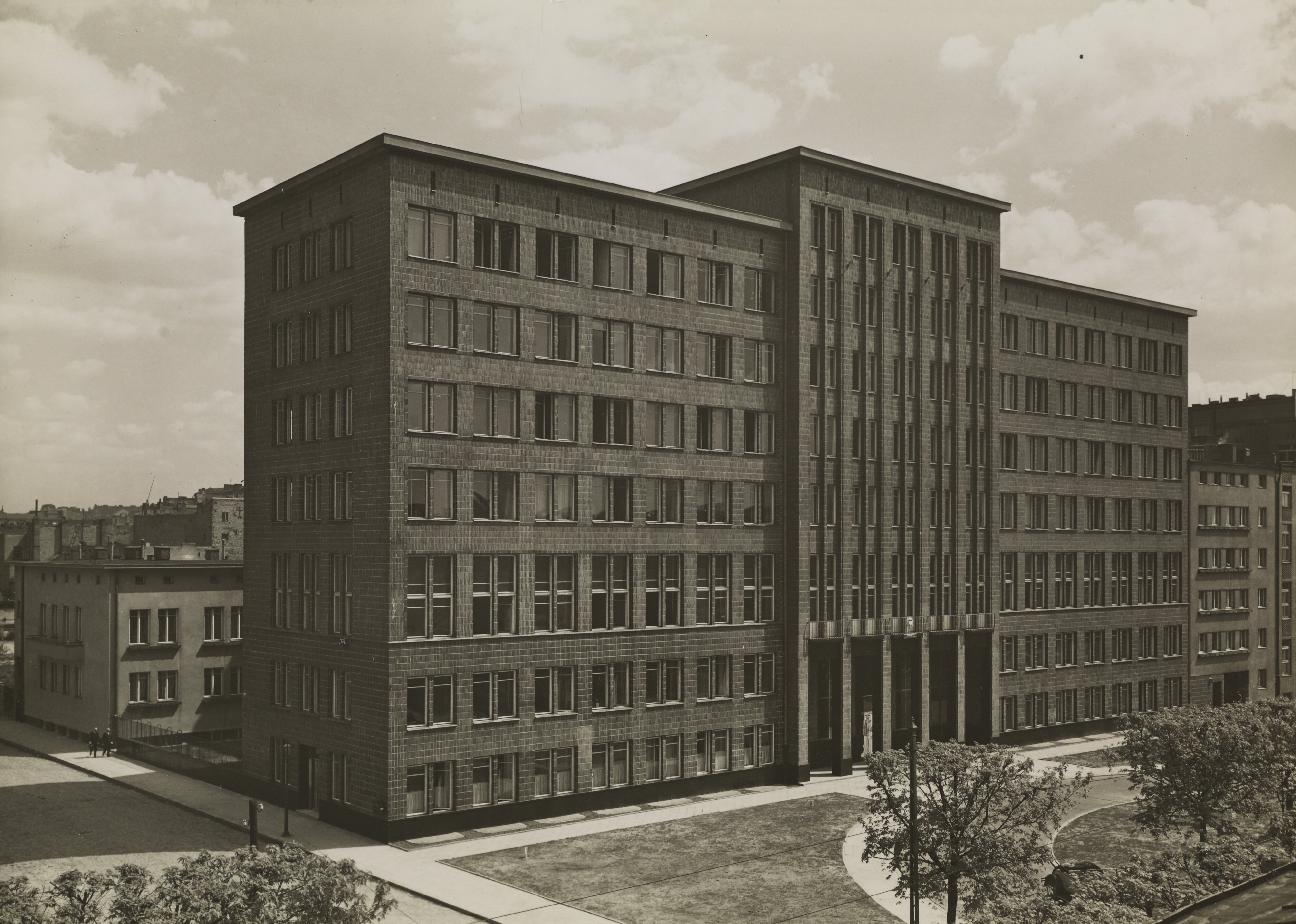
Gmach po 1931

Projekt wykonał Rudolf Świerczyński dla Ministerstwa Robót Publicznych. Ostatecznie stał się siedzibą Ministerstwa Komunikacji, które przejęło zadania Ministerstwa Robót Publicznych po jego likwidacji. 
Budynek sytuowany na rzucie odwróconej litery „T” otrzymał długą fasadę z dziewiętnastoma osiami. Dwukondygnacyjny portyk posiada kwadratowe filary. Elewację wyłożono płytkami z klinkieru oraz czarnym, szlifowanym bazaltem. Budynek posiada częściowo zachowany wystrój wnętrz – między innymi hol frontowy i Salę Konferencyjną. Obiekt jest dziełem architektury z pogranicza funkcjonalizmu i półmodernizmu przy czym zachowuje klasycystyczne proporcje bryły.
W wyniku nalotu Luftwaffe we wrześniu 1939 w budynku wybuchł pożar.
W latach 1948–1950 budynek został rozbudowany przez Bohdana Pniewskiego.  W 1965 roku został wpisany do rejestru zabytków.
Oprócz ministerstwa, w budynku mieści się także Główna Biblioteka Komunikacyjna.